# Iriartella setigera
Iriartella setigera (paxiubinha-de-macaco) é uma espécie botânica pertencente à família Arecaceae.